# 랄프 브룸
랄프 하워드 브룸(영어: Ralph Howard Broome, 1889년 7월 5일 ~ 1985년 2월 25일)은 영국의 봅슬레이 선수로 1920년대 초에 활동했다. 그는 샤모니에서 열린 1924년 동계 올림픽의 봅슬레이 4인승 종목에 출전해서 은메달을 땄다.